# Гореньці-при-Адлешичих
Гореньці-при-Адлешичих (словен. Gorenjci pri Adlešičih) — поселення в общині Чрномель, Південно-Східна Словенія, Словенія. Висота над рівнем моря: 219,7 м.